# Fremden-Presse
Die Fremden-Presse war eine österreichische Zeitung, die in Wien erschien. Sie und ihre Vorgänger mit unterschiedlichen Titeln erschienen zwischen März 1882 und März 1938. Von 1882 bis 1885 und von 1894 bis 1905 hieß sie Extrapost, dazwischen von 1885 bis 1893 Illustrierte Montags-Zeitung und danach bis 1894 Montags-Zeitung der Extrapost. Ab 1905 hieß sie Wiener Montags-Journal, danach ab 1920 Wiener Montags-Presse und ab 1921 Wiener Fremden-Presse. Von 1922 bis 1938 erschien sie unter ihrem letzten Titel als Fremden-Presse.

## Extrapost

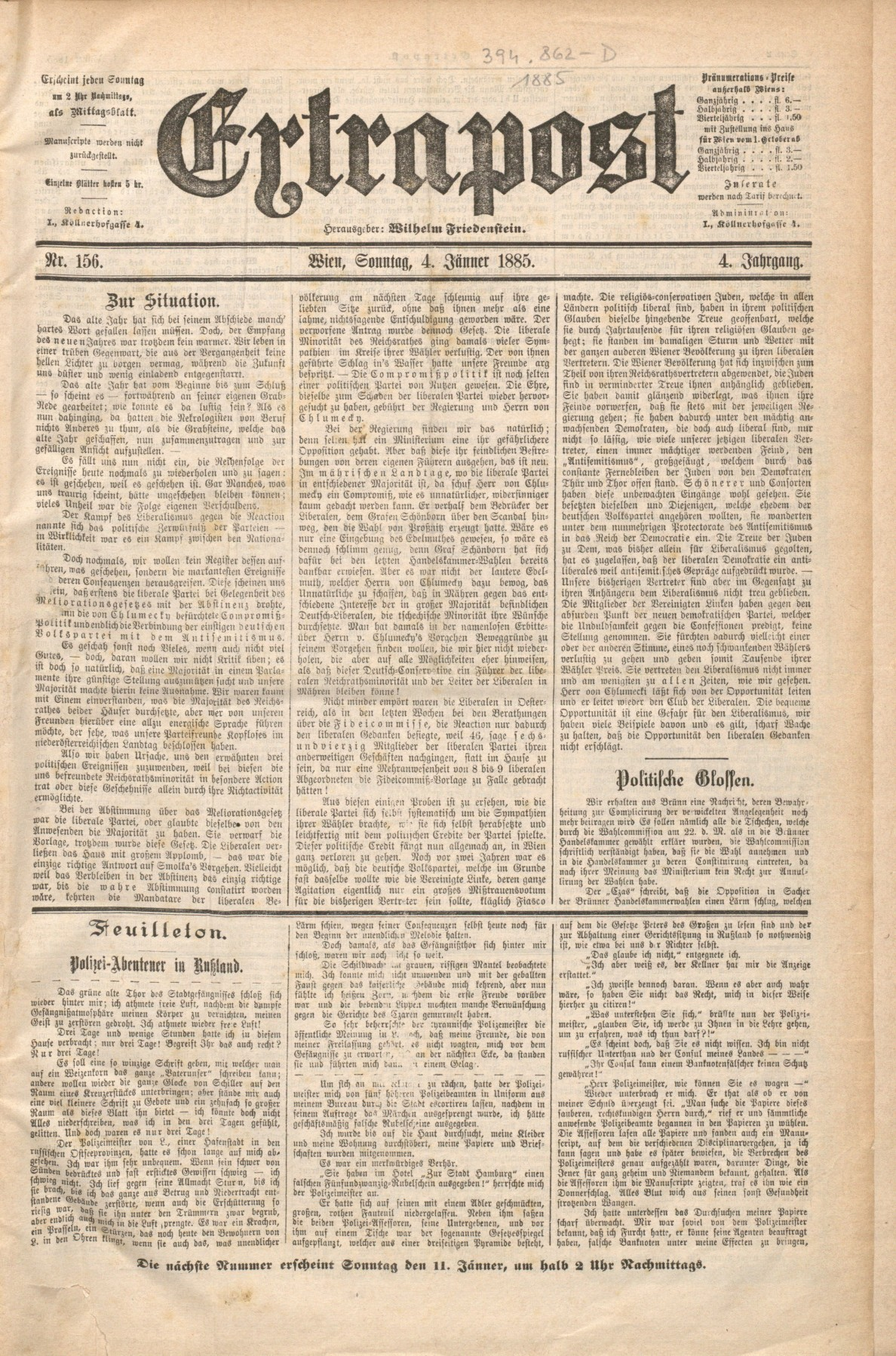
Die Extrapost vom 4. Jänner 1885

Die Extrapost erschien vom 5. März 1882 bis zum 24. August 1894 und vom 10. September bis zum 2. Oktober 1905. Sie kam jeden Sonntag heraus, ihre Verleger wechselten im Lauf der Jahre. Als Nebentitel führte sie ab 1894 den Zusatz Montags-Zeitung und ab 1901 Unparteiische Montags-Zeitung. Die Extrapost erschien von 1885 bis 1893 unter dem Titel Illustrierte Montags-Zeitung und danach bis 1894 als Montags-Zeitung der Extrapost.

## Wiener Montags-Journal
Das Wiener Montags-Journal erschien vom 9. Oktober 1905 bis zum 17. Mai 1920 sonntags in Wien und trug die Nebentitel Unparteiische Montags-Zeitung und Unparteiische Zeitung.

## Wiener Montags-Presse
Die Wiener Montags-Presse erschien vom 24. Mai 1920 bis zum 22. August 1921. Sie kam sonntags heraus und führte zeitweise den Nebentitel Montagfrühblatt für und über das Ausland. Herausgeber und Chefredakteur war Alexander Salkind.

## Wiener Fremden-Presse
Die Wiener Fremden-Presse erschien vom 29. August 1921 bis zum 28. September 1922 in Wien und Rotterdam. Sie kam zwei- bis dreimal wöchentlich im Orbis-Verlag heraus. Chefredakteur war Alexander Salkind. Einzelne Ausgaben erschienen unter den Titeln Wiener Montags-Presse und Montags-Presse. Anfangs führte die Zeitung den Nebentitel Organ für und über das Ausland.

## Fremden-Presse
Die Fremden-Presse erschien vom 25. September 1922 bis in den März 1938. Sie kam anfangs ein bis zweimal wöchentlich heraus, danach nur noch alle zwei Wochen, dann monatlich und zuletzt nur noch in unregelmäßigen Abständen. Zwischen November 1922 und Februar 1923 erschien die Zeitung unter dem Titel Der Nachmittag. Zeitweise führte sie die Nebentitel Organ für und über das Ausland, dann offizielles Organ des Hauptausschusses der Vertreter der Auswärtigen Presse und der Wirtschaftl. Kulturell. Gesellschaft (Wikug) in Wien und Mit den Mitteilungen des Hauptausschusses der Vertreter der Auswärtigen Presse und der Wirtschaftl.-Kulturell. Gesellschaft (Wikug).